# Дермот Гілі
Дермот Хілі (ірл. Dermot Healy 18 липня 1947, Фінні, Західний Міт — 29 червня 2014, Слайго) — ірландський письменник, драматург, поет і новеліст . Член творчого об'єднання «Аосдана» (ірл. Aosdána), і його керівного органу — «Тоскайрахт» (ірл. Toscaireacht).

## Біографія
Дермот Гілі народився 18 липня 1947 року в селі Фінні у графстві Західний Міт у сім'ї поліцейського.
У дитинстві з родиною переїхав до міста Каван, де навчався у місцевій середній школі і провів дитинство. В юності він поїхав до Лондона, де працював барменом, охоронцем і різноробом. Пізніше повернувся до Ірландії і оселився у Балліконнеллі, невеликому поселенні на березі Атлантичного океану у графстві Слайго.
Дермот Гілі помер у віці 66 років 29 червня 2014 року. Після себе він залишив дружину Гелен і двох дітей.

## Творчість
Дермота Гілі називали «майстром», «кельтським Хемінгуеєм» і «найкращим із живих романістів Ірландії» . Його роботами захоплювалося багато ірландських письменників, послідовників і шанувальників, зокрема Шеймас Гіні, Ежен Маккейб, Родді Дойл, Патрик Маккейб і Енн Енрайт .
Твори Гілі були створені під впливом еклектичного діапазону письменників з різних країн світу, в тому числі Анни Ахматової, Джона Ардена, Ісака Бабеля, Мацуо Басьо, Семюела Бекета, Хорхе Луїса Борхеса, Анджели Картер, Джона Максвелла Кутзее, Емілі Дікінсон, Марії Еджуорт, Томаса Стернза Еліота, Германа Гессе, Назима Хікмета, Айдана Хіггінса, Мирослава Голуба, Ежена Йонеско, Франца Кафки, Мері Лавін, Федеріко Гарсія Лорки, Гі де Мопассана, Едгара Аллана По, Сильвії Плат, Езри Паунд, Вільяма Шекспіра та Роберта Луїса Стівенсона .

## Нагороди
Не відзначений жодною з відомих премій протягом усієї своєї кар'єри (ігнорувався комітетом Букерівської премії, яка була присуджена його шанувальникам Родді Дойлу і Енн Енрайт), Гілі отримав премію «Hennessy» (1974 і 1976), премію Тома Геллона (1983), і премію «Encore» (1995). У 2011 році він був номінований на премію «Поезія наразі» за збірку 2010 «A Fool's Errand. Long Time, No See», обрану до списку номінантів Дублінської літературної премії Всеросійською державною бібліотекою іноземної літератури імені М. І. Рудоміно .

### Твори
- Banished Misfortune (London, Allison & Busby, 1984), збірка оповідань
- Fighting with Shadows (London, Allison & Busby 1984)
- A Goat's Song (London, Collins Harvill, 1994)
- Sudden Times (London, The Harvill Press, 1999)
- Long Time, No See (Faber and Faber, 2011)

### Автобіографія
- The Bend for Home (Harvill, 1996)

### П'єси
- Here and There and Going to America (1985)
- The Long Swim (1988)
- Curtains (1990)
- On Broken Wings (1992)
- Last Nights of Fun (1994)
- Boxes (1998)
- Mister Staines (1999)
- Metagama (2005)
- A Night at the Disco (2006)

### Поезія
- Neighbours 'Lights (1992)
- The Ballyconnel Colours (1995)
- What the Hammer (1998)
- The Reed Bed (2001)
- A Fool's Errand (The Gallery Press, 2010)

## Фільмографія
- Я міг читати небо (1999)